# Proiectil HESH

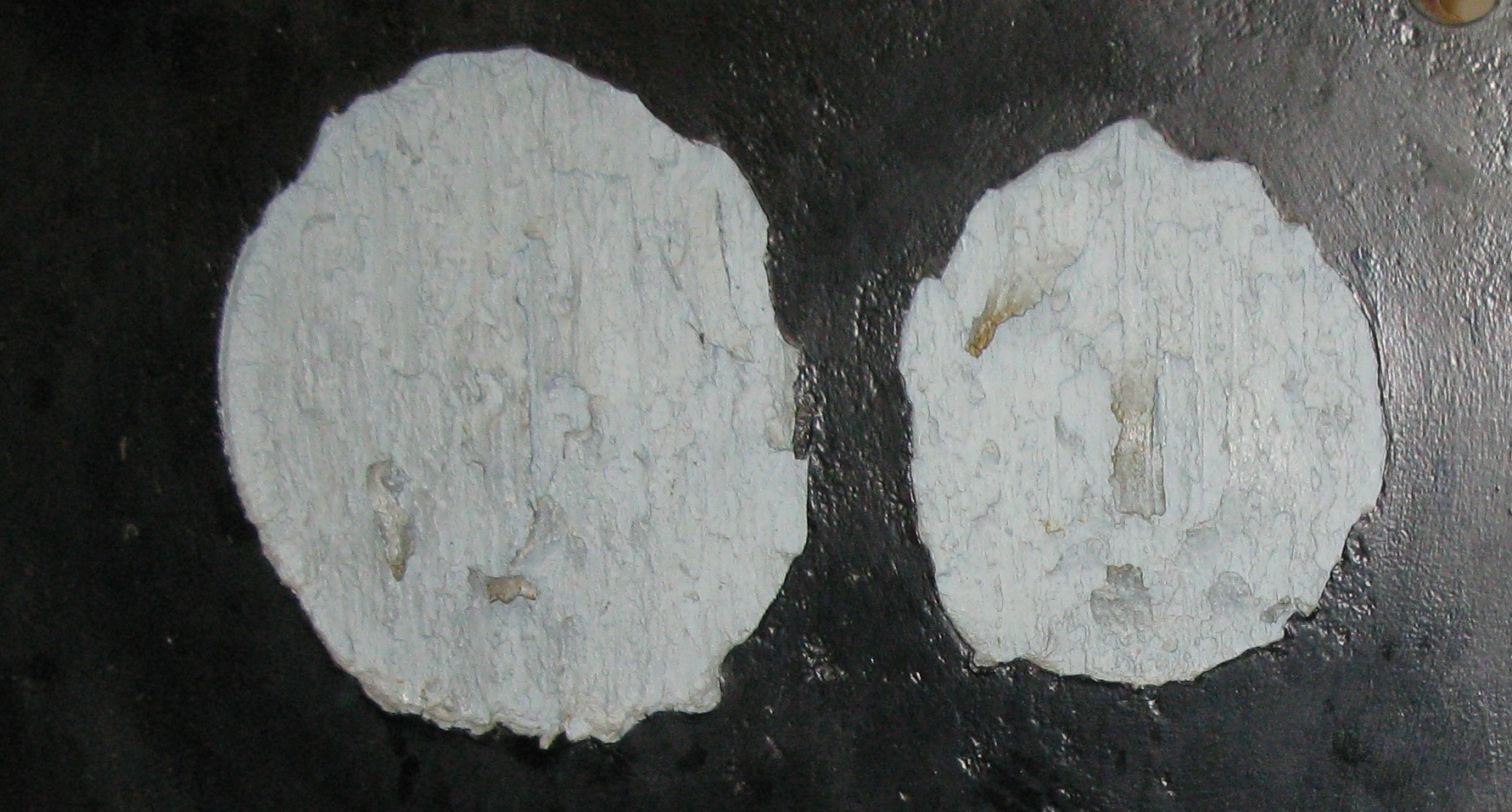
Partea opusă a unei plăci de blindaj lovite de muniție HESH. Bucățile respective de metal desprinse din placă s-au transformat în schije.

HESH (termen britanic, abreviere de la High Explosive Squash Head: proiectil exploziv cu vârf maleabil) sau HEP (termen american, abreviere de la High Explozive, Plastic: proiectil exploziv, plastic) este un proiectil de ruptură al cărui vârf este plin de explozibil plastic maleabil și o amorsă de fund cu acțiune întârziată. Vârful proiectilului se mulează pe blindaj înainte de a exploda, trasmițând o enormă energie metalului. Unda de șoc provoacă rupturi pe partea opusă, aruncând schije cu o viteză foarte mare în interiorul țintei lovite. Schijele respective pot omorî echipajul, avaria echipamentul din interior și aprinde muniția sau combustibilul. Proiectilele de ruptură HESH sunt multifuncționale: pot fi folosite împotriva țintelor blindate, împotriva fortificațiilor sau a personalului inamic. Împotriva construcțiilor betonate, proiectilele HESH sunt mai eficiente decât proiectilele explozive convenționale.
Proiectilul HESH a fost proiectat de Charles Dennistoun Burney în anii 1940 pentru a distruge fortificațiile din beton. A fost folosit în principal de către Armata Britanică, tancul Challenger 2 fiind dotat cu un tun de calibrul 120 mm cu țeavă ghintuită pentru a putea folosi muniție HESH. Proiectilele de ruptură de acest tip pot fi însă contracarate de blindajul stratificat (care nu transmite unda de șoc la fel de eficient) sau distanțat, iar vehiculele blindate moderne au o căptușeală din kevlar pentru a preveni formarea schijelor în interior. Efectul distructiv împotriva blindajului înclinat este mai redus, iar la distanță  de foc mică explozibilul plastic are tendința de a se dispersa înainte de a fi detonat din cauza vitezei foarte mari a proiectilului. Majoritatea țărilor din Occident folosesc tancuri dotate cu țevi lise, care nu pot stabiliza giroscopic proiectilele HESH. 